# Le Mariage mystique de sainte Catherine (Memling)
Pour les articles homonymes, voir Le Mariage mystique de sainte Catherine.
Le Mariage mystique de sainte Catherine (en néerlandais : Het mystieke huwelijk van de Heilige Catherina) est un triptyque réalisé par le peintre primitif flamand Hans Memling, actif à Bruges pendant la seconde moitié du XVe siècle. Le retable est aussi appelé « Triptyque de saint Jean-Baptiste et saint Jean l'Évangéliste », ou « Retable des deux saints Jean » à cause de l'importance des volets latéraux, mais aussi parce que les deux saints Jean sont les patrons de l'hôpital. Huile sur panneau de 172 × 172 cm (panneau central), il est réalisé entre 1474 et 1479. Les volets latéraux mesurent 172 × 79 cm. Il est actuellement exposé au Musée Memling à Bruges, l'ancien hôpital Saint-Jean (« Sint-Janshospitaal »), pour lequel il a été réalisé à l'origine.

## Histoire de l’œuvre
Ce triptyque est commandé par deux frères et deux sœurs convers, qui président alors l'Hôpital Saint-Jean de Bruges (aujourd'hui reconverti en musée, il abrite le Musée Memling), pour décorer le maître-autel de l'église de l'hôpital, à l'occasion de la construction de la nouvelle abside de l'église en 1473-1474. Le triptyque a été commandé en 1475, et les donateurs sont représentés sur les volets extérieurs du triptyque, visibles quand le triptyque est en position fermée. Il est signé et daté de 1479. La signature apparaît sur le revers du panneau central : OPUS IOHANNIS MEMLING ANNO M CCCC LXXIX (« œuvre de Johannis Memling année 1479 »). L'inscription n'est pas d'origine, mais est un repeint de l'inscription originale. Le maître-autel a été transformé en style baroque en 1637. Plus tard, le triptyque est transféré dans la salle capitulaire.
Le panneau central présente de similarités avec, en particulier, le panneau central du Triptyque Donne, du même Memling.

## Description et style

Triptyque du mariage mystique de sainte Catherine d’Alexandrie.
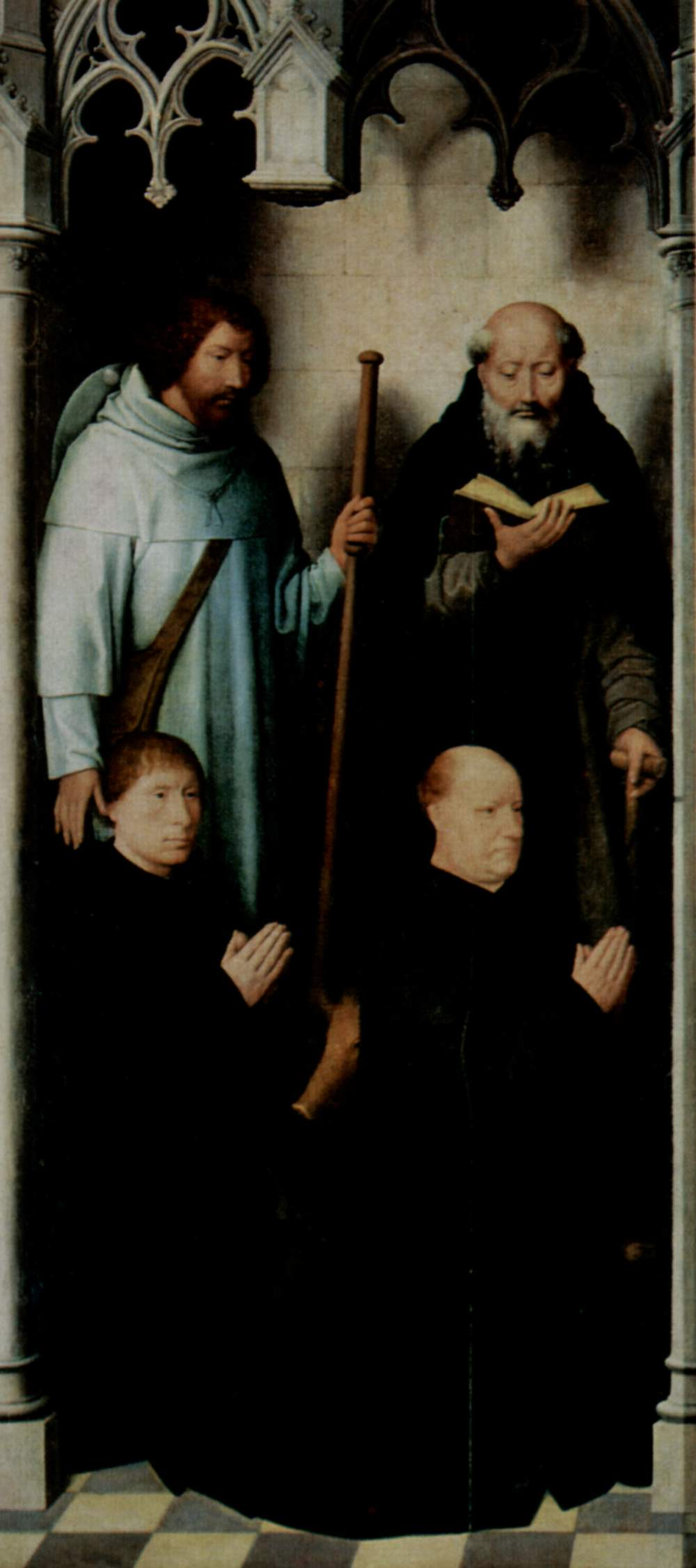
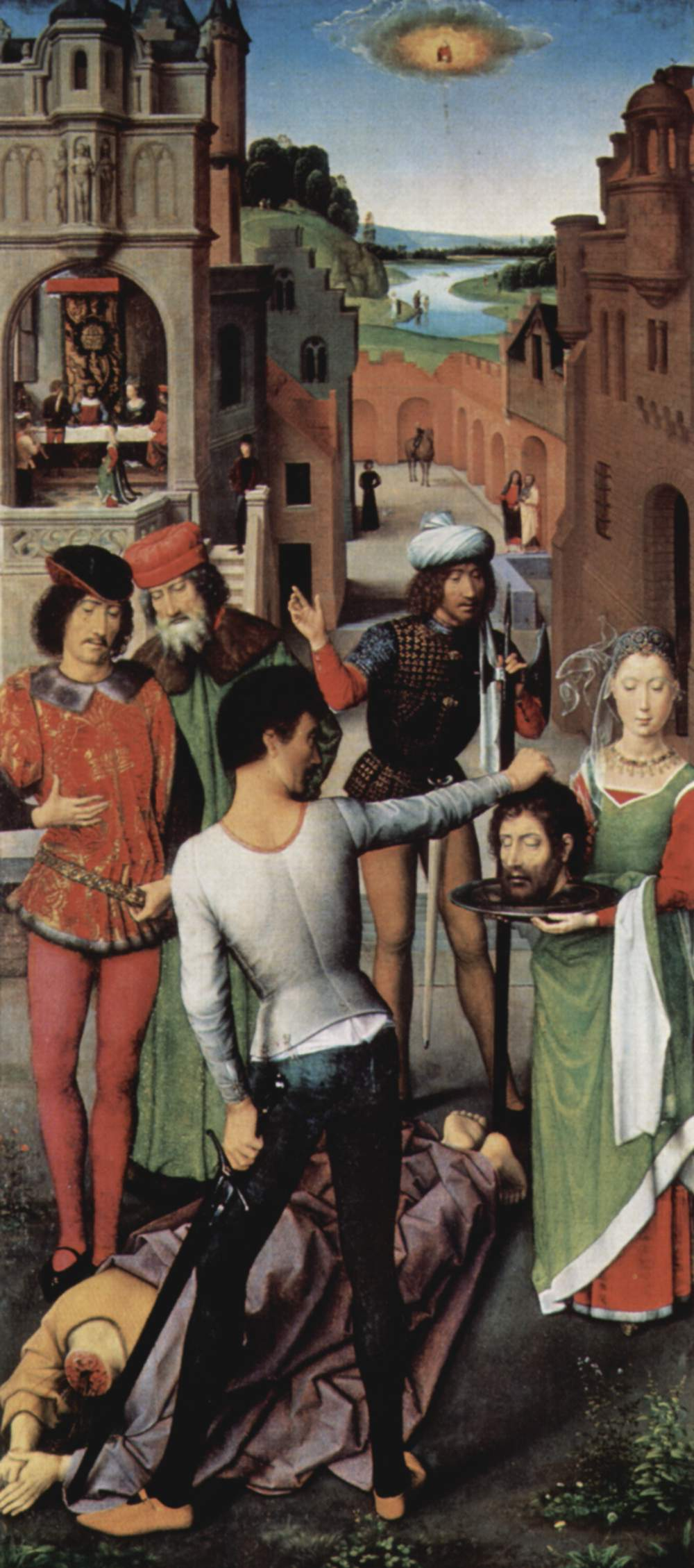
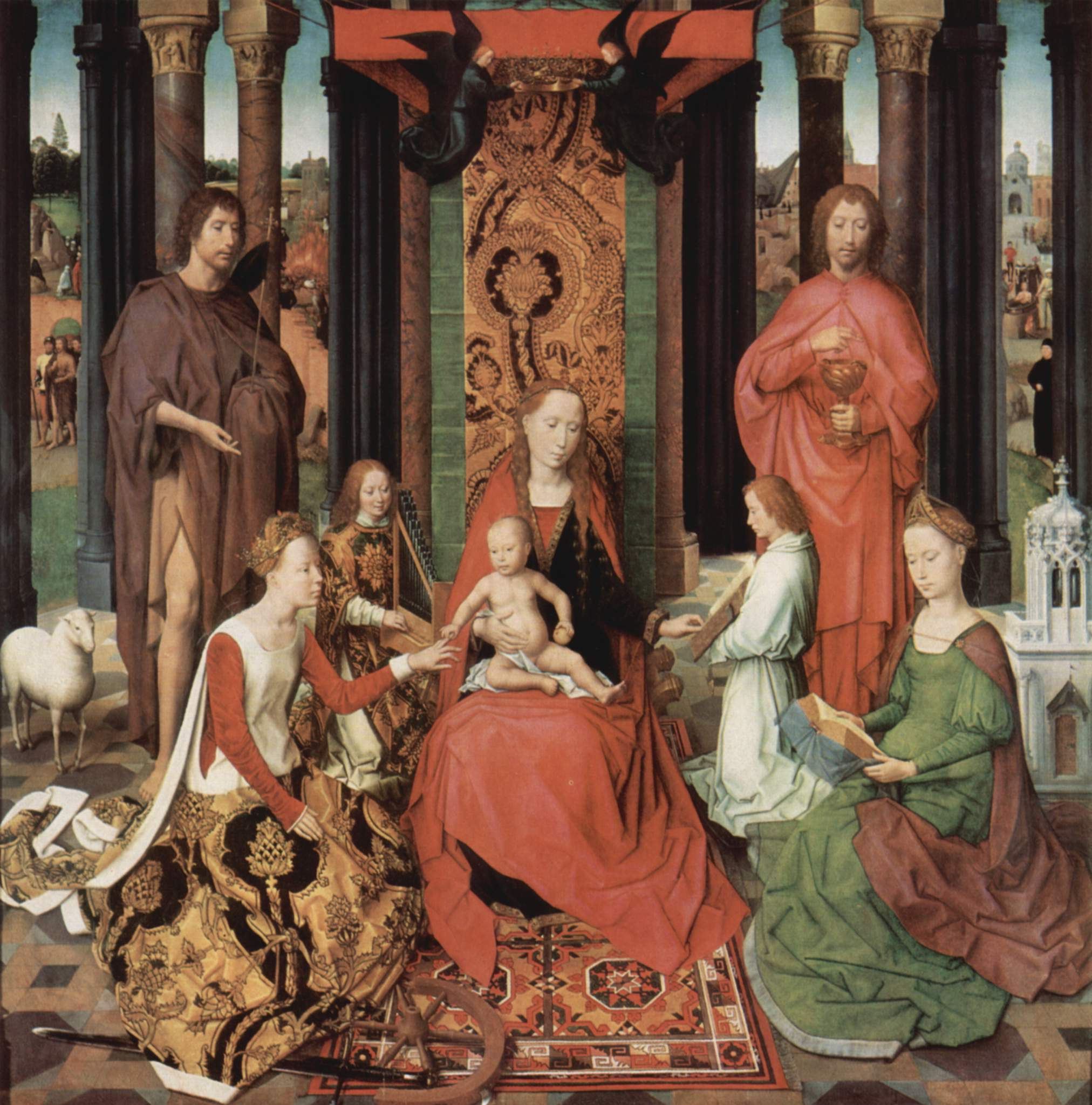
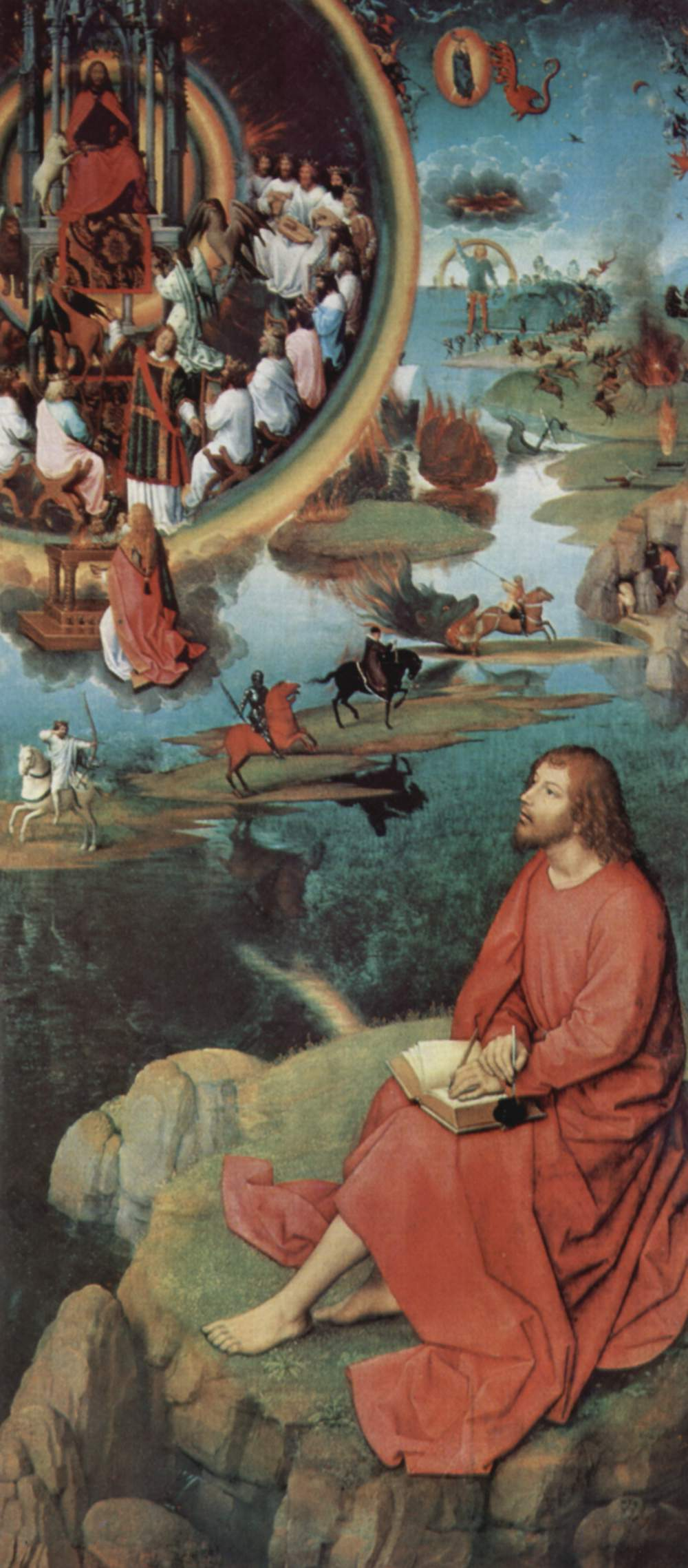
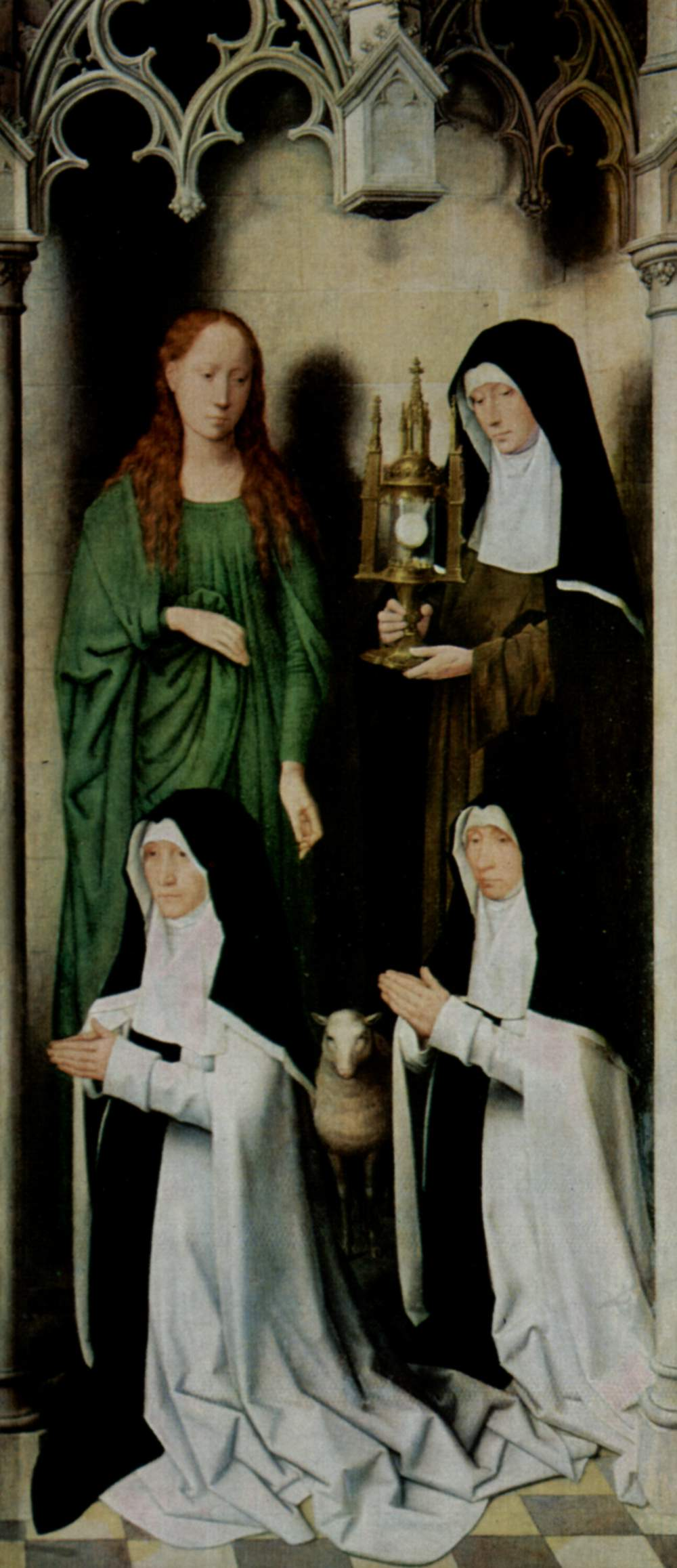

Le triptyque est composé d'un panneau central et de deux volets latéraux qui permettent de le refermer. À l'époque de sa réalisation, les volets n'étaient ouverts et le panneau central n'était exposé qu'en certaines occasions solennelles, le dimanche et les jours de fête. Étant fermé la plupart du temps, la peinture des revers des volets latéraux prend son importance, mais généralement, le revers du triptyque était réservé aux sujets les plus sobres et secondaires, souvent peints en grisaille, plus rarement en noir et blanc. Dans le cas présent, le peintre a au contraire réalise deux panneaux très élaborés. Ils représentent deux alcôves dans lesquelles se tiennent les deux donateurs (à gauche) et les deux donatrices (à droite) priant à genoux, accompagnés chacun de son saint patron. Sur le volet gauche, les frères Anthonis Seghers et Jacob de Ceuninc sont accompagnés par saint Jacques le Majeur et saint Antoine abbé ; alors que sur le volet droit les sœurs Agnès de Casembrood et Clara van Hülsen sont accompagnées par leurs saintes patronnes sainte Agnès et sainte Claire,.
Le panneau central du retable montre une scène dite de « Conversation sacrée », avec la Vierge Marie et l'Enfant Jésus entourés de deux anges et de quatre saints, saint Jean-Baptiste, saint Jean l'Évangéliste, sainte Catherine et sainte Barbe. Sainte Catherine célèbre son mariage mystique avec Jésus.
Les volets latéraux montrent la Décollation de saint Jean-Baptiste (gauche) et La Vision de l'Apocalypse par saint Jean l'Évangéliste à Patmos.
Les couleurs vives et saturées créent des contrastes forts qui accentuent la richesse et la valeur inestimable de cette œuvre.

## Panneau central:Vierge à l'Enfant sur le trône et quatre saints

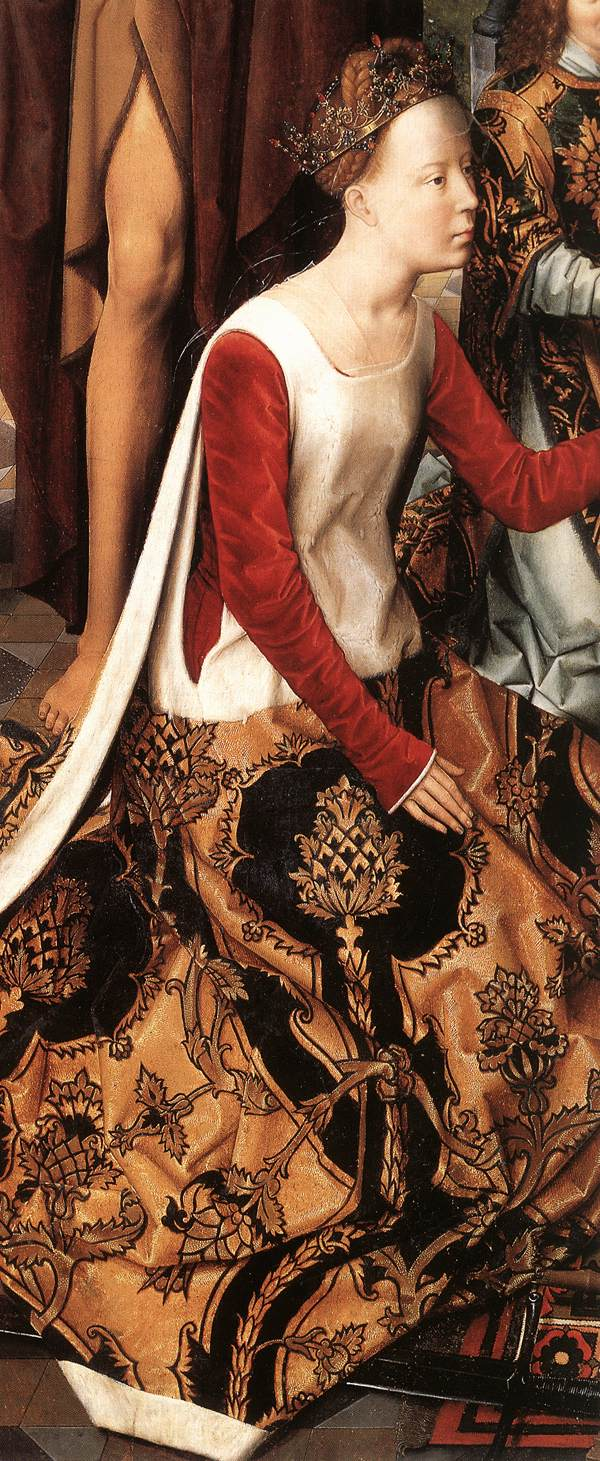
Catherine d'Alexandrie

Sur un trône recouvert d'un baldaquin et d'un magnifique damas d'or, la Vierge Marie est absorbée dans la lecture des Saintes Écritures soutenues par un ange sur sa gauche. Sur ses genoux, elle tient l'Enfant Jésus qui est en train de passer une bague au doigt de sainte Catherine, agenouillée à sa droite (sur le côté gauche de la scène) sur un riche tapis d'Anatolie, dans l'iconographie du mariage mystique. La sainte, richement vêtue comme la reine qu'elle était, est facilement reconnaissable grâce à ses attributs traditionnels que sont la roue dentée, avec laquelle elle a été martyrisée, et l'épée avec laquelle elle a été décapitée. Sa robe, dont les plis géométriques et secs — comme du papier froissé — sont typiques des maîtres flamands, est faite du même tissu damassé que celui utilisé pour recouvrir le trône de la Vierge et pour le vêtement de l'ange qui se trouve derrière elle.
De l'autre côte de la pièce, en face de sainte Catherine, se trouve sainte Barbe lisant, elle est identifiable à la tour qui est représentée derrière elle et qui fait référence à son emprisonnement et à son martyre. Les deux saints debout, en retrait de la scène, sont les deux saints Jean, Jean le Baptiste et Jean l'Évangéliste. Saint Jean-Baptiste est accompagné d'un agneau qui renvoie à ses propres paroles relatives à Jésus : « Ecce Agnus Dei » (Voici l’Agneau de Dieu). Saint Jean l’Évangéliste, un disciple de Jésus, est l’auteur d’un des quatre évangiles et de l’« Apocalypse ». Il tient un calice rappelant la coupe empoisonnée qu’il fut obligé de boire. À droite de la Vierge, face à l'ange tenant la Bible, figure un ange musicien, qui joue de l'orgue portable et sourit tout en regardant ce que fait l'Enfant Jésus. Deux anges en suspension dans les airs au-dessus du trône, tiennent de la couronne de Marie, reine des Cieux.
La scène se déroule dans un portique (ou une loggia), ouvert sur paysage classique, avec des colonnes en marbre polychrome disposées en demi-cercle et décorées avec des chapiteaux représentant des scènes bibliques: au-dessus de Jean-Baptiste, le premier chapiteau illustre le Rencontre d'Élisabeth et de Zacharie à la porte dorée, la naissance de Jean est représentée sur de chapiteau juste à côté ; au-dessus de Jean l'Évangéliste, le premier chapiteau montre la scène où selon la légende il ressuscite Drusienne, le deuxième chapiteau celle où il boit le calice empoisonné.
À l'arrière des deux personnages, Memling décrit la vie des deux Jean dans une suite de petites scènes. Pour Jean Baptiste, le récit commence dans le volet latéral gauche et continue sur le panneau central. En haut du panneau central, on voit la Prédication et en dessous, l’Arrestation de Jean par les soldats d'Hérode. À droite de la tête de Saint-Jean, les flammes d'un feu où l'on brûle le corps de Jean, déterré et brûlé à Sébaste sur ordre de l'empereur Julien. Sa tête qui, selon la légende, aurait été cachée par Hérodias, apparaît plus bas, dans une niche du mur dont on a écarté une dalle oblique. Pour Jean l'Évangéliste, seuls de petites scènes décrivent des détails marquants. Selon la légende dorée, Jean est d'abord plongé dans de l'huile bouillante, puis exilé sur l'île de Patmos, scène représentée par un petit bateau dans lequel il monte. Les scènes suivantes sont décrites sur les chapiteaux. Le personnage qui se tient à droite, à moitié dissimulé derrière une colonne, au-dessous du feu, serait Jacob de Ceuninc, l'un des deux donateurs.
L'arrière-plan, derrière Jean l'Évangéliste, est urbanisé. On y découvre une curieuse scène, avec une grue et des tonneaux. Il s'agit d'une description de l'un des offices municipaux principaux que les frères de l'hôpital pouvaient exercer, à savoir le mesurage du vin vendu sur le marché. Ce droit de jaugeage était, outre les possessions immobilières, l'une des principales ressources régulières de l'hôpital. Sur le Kraansplaats (place de la Grue), un frère est en train d'évaluer de contenu d'un tonneau avec une jauge. À côté, l'église Saint-Jean, aujourd'hui disparue, est une autre allusion à la thématique des saints Jean.
Comme dans d'autres œuvres de l'artiste, l'horizon est élevé et la vue offre une perspective vertigineuse, presque un grand angle. On peut observer — grâce au dallage géométrique — que la réduction (en proportion) des éléments lointains est insuffisante par rapport à ceux situés au premier plan, ce qui donne l'impression d'une certaine hauteur.

## Volets latéraux

### La Décollation de Jean-Baptiste
Les volets latéraux sont extraordinairement riches et vivants. Sur le volet gauche, un bourreau de dos (position normalement réservée aux personnages maléfiques) vient de trancher la tête de saint Jean-Baptiste devant la tour sombre d'une prison et il est sur le point de la déposer sur un plateau tenu par Salomé à sa droite. Les trois spectateurs qui assistent à cette vision macabre ont des gestes qui traduisent un malaise et une certaine préoccupation. Le geste du bourreau qui présente la tête de Jean-Baptiste est d'une grande violence: Cambré en arrière, il repousse la tête, le bras tendu, vers Salomé. Elle-même a un net mouvement de recul, devant l'horreur de la scène.

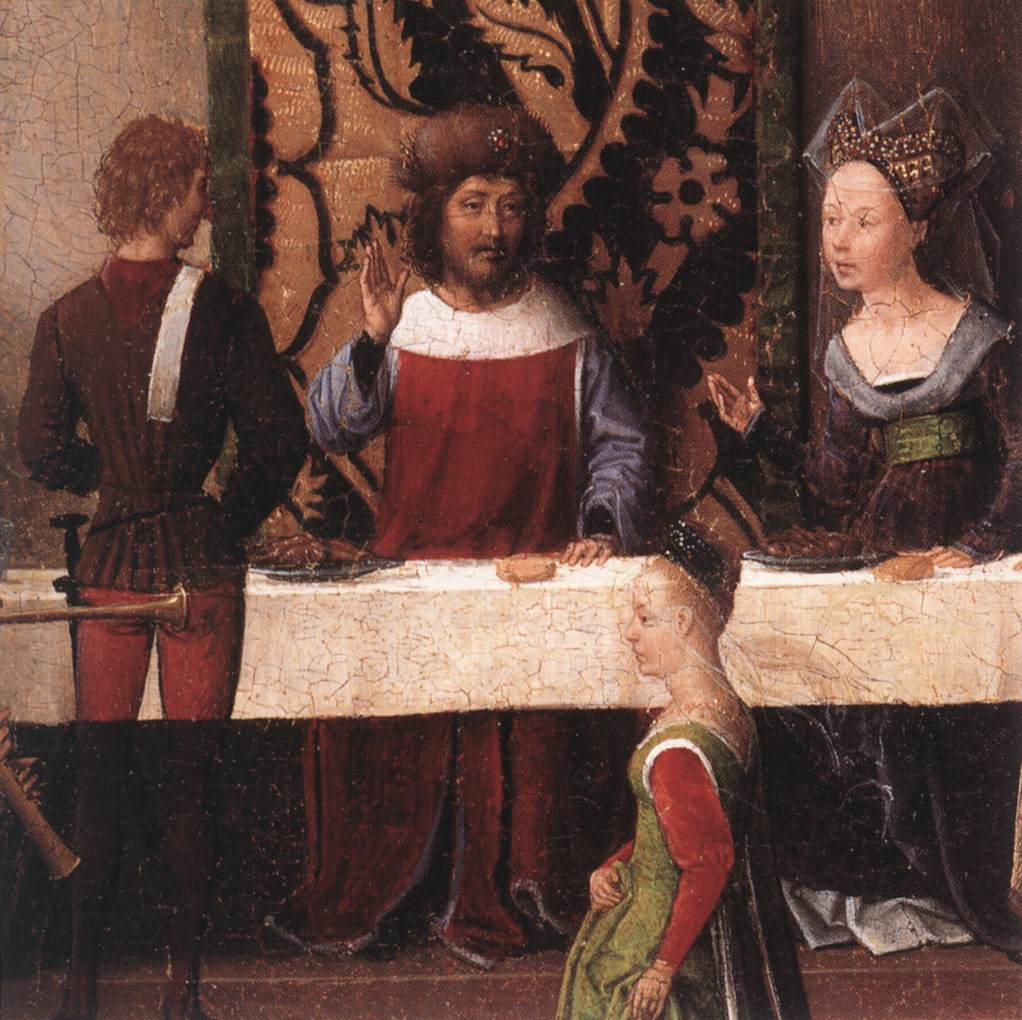
Festin d'Hérode (détail).

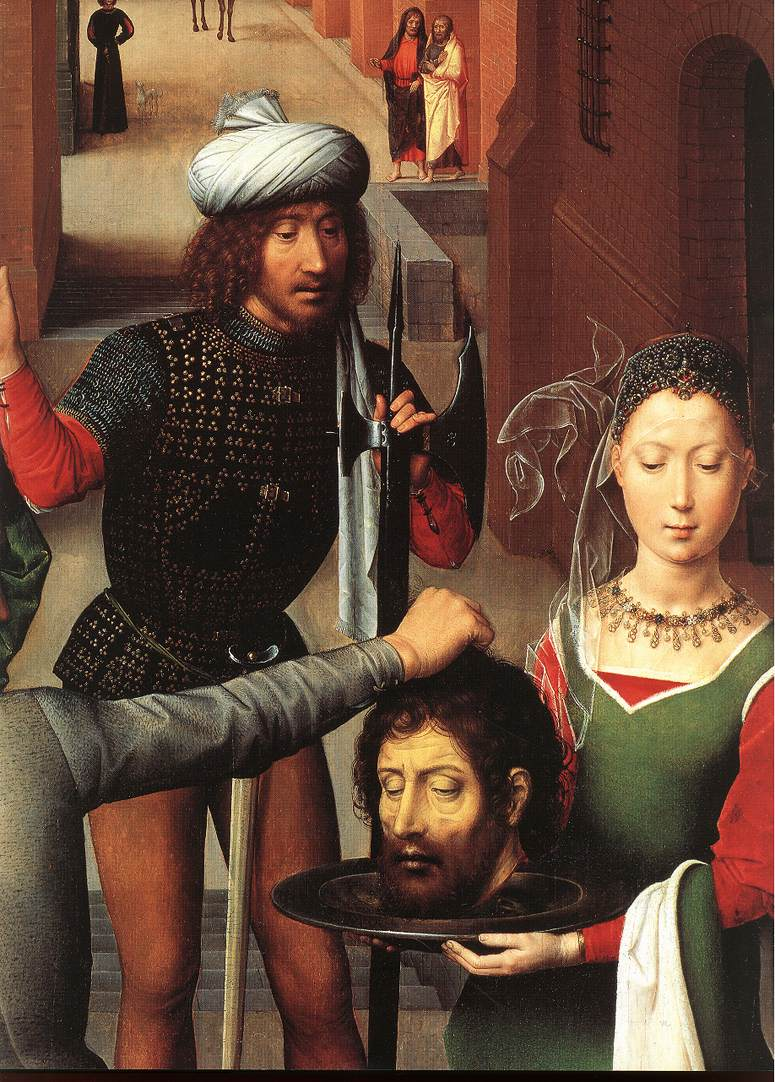
Salomé reçoit la tête de Jean-Baptiste (détail).

D'après la Bible, Jean-Baptiste était cousin et précurseur du Christ. Il est décapité sur l'ordre d'Hérode, fils d'Hérode le Grand, le tyran qui avait ordonné le massacre des Innocents après avoir reçu les rois Mages. L'historien romain, Flavius Josèphe, décrit ce fils comme un souverain paisible, mais selon la tradition chrétienne, il fait arrêter le prophète Jean-Baptiste qui dénonçait son adultère avec Hérodiade, l'épouse de son propre frère. Lors de la fête donnée pour son anniversaire, Salomé, la fille d'Hérodiade, danse si bien qu'elle obtient pour sa mère la tête de Jean-Baptiste présentée sur un plateau.
La scène se passe à l'intérieur d'une ville et au-delà on distingue un paysage avec un lac. Certaines scènes sont liées à des histoires de vie de saint Jean-Baptiste : la danse de Salomé à l'intérieur du palais lors du Festin d'Hérode; dans la cour ouverte, plusieurs personnages dont les deux de droite sont les deux premiers disciples de Jean-Baptiste, que l'on revoit plus loin, sur les rives du Jourdain, lors du baptême du Christ; il est représenté avec une auréole alors que Dieu le Père apparaît dans un ciel clair (la manifestation de Dieu).

### L'Apocalypse de Jean l'Évangéliste

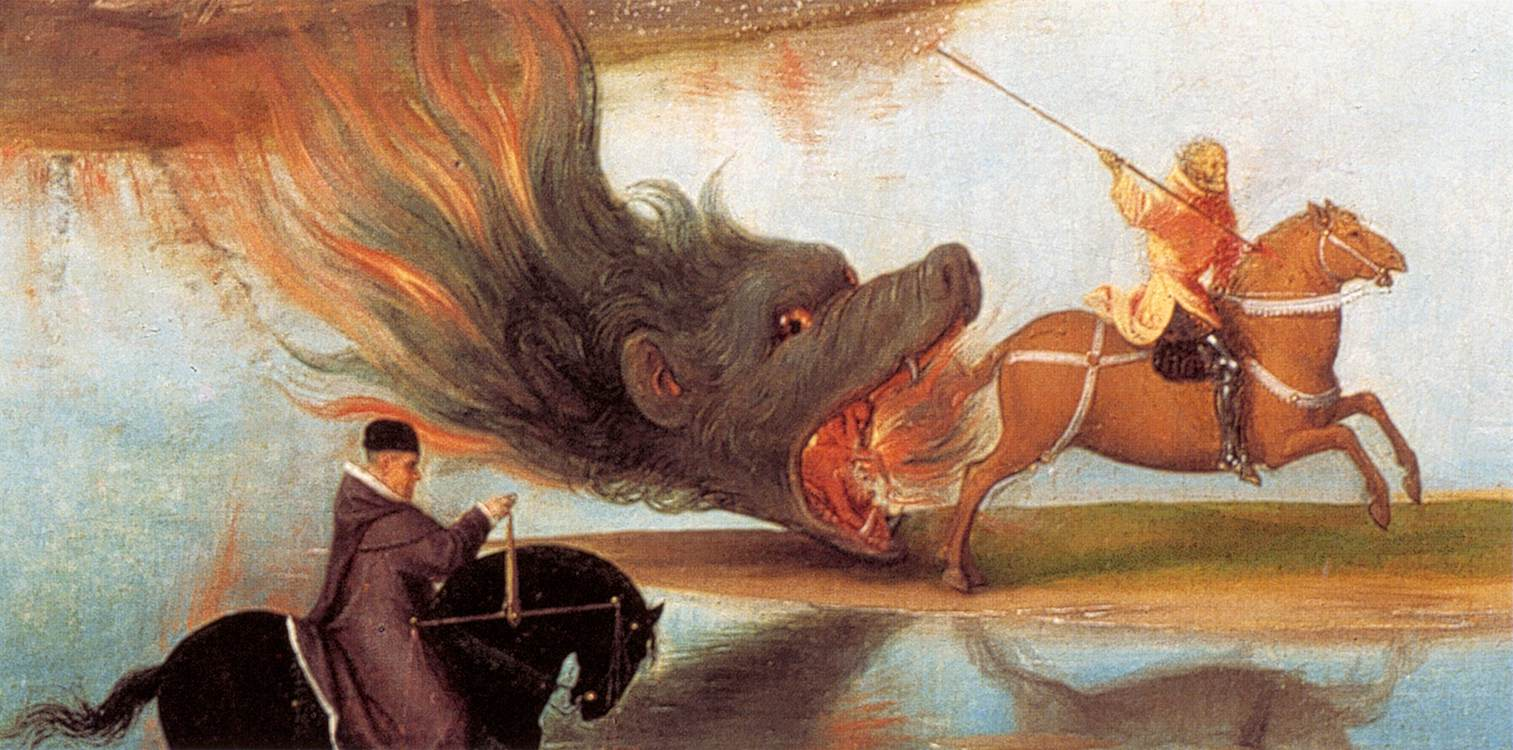
L'Apocalypse (détail). La Mort suivie d'une tête de monstre enflammé avec dans la gueule des corps humains qui se tordent.

Le volet de droite montre Jean l’Évangéliste exilé sur l'île de Patmos, assis sur les berges d'un lac, au premier plan, tenant un épais cahier, une plume et un encrier, un canif à la main. Il regarde vers le ciel et a une vision de l'Apocalypse. Le tableau présente divers épisodes du livre de l'Apocalypse. En haut à gauche, le Christ — entouré d'une auréole de la couleur d'un arc-en-ciel — rend la justice, assis sur un trône sous un dais de pierres soutenu par des colonnettes, entouré des symboles des évangélistes tétramorphes. Il est vêtu de rouge et de vert, les mains et le visage enveloppés d'un halo verdâtre (ce qui correspond à la description d'« aspect de la pierre de jaspe et de sardoine » (Apoc. 4:3)). Sa main droite est posée sur un livre scellé de sept sceaux lui-même également étreint par un agneau à sept cornes et sept yeux. Autour du dais, sept lampes allumées, tandis que de l'arc-en-ciel intérieur jaillissent des flammes (« sept torches ardentes » et « des éclairs » dit l'Apocalypse).
Il est entouré par une armée de 24 vieillards dont seuls 13 sont visibles; ils sont vêtus de blanc, portent des couronnes d'or, et jouent divers instruments. Le trône est sur un tapis en tissu damassé comme celui de la robe de sainte Catherine. Le trône et la plateforme qui le soutient sont posés sur une surface cristalline où tout se reflète (« une mer limpide comme du cristal » (Apoc. 4:5)). L'ensemble est entouré d'un second cercle auréolé en arc-en-ciel, à l'intérieur duquel sont accrochés des anges noirs, alors que des anges annoncent, à l'extérieur, les évènements en jouant de divers instruments à vent. Ce sont les sept anges qui reçoivent les trompettes à la rupture du septième sceau.
À l'avant de l'arc-en-ciel intérieur se tient un ange qui indique le livre et adresse à saint Jean ces paroles : « Qui est digne d'ouvrir les sceaux ? ». L'agneau brise ensuite six sceaux, et apparaissent alors quatre cavaliers. L'ordre de succession des cavaliers, chacun sur une petite île, se lit de gauche à droite : un cavalier blanc coiffé d'une couronne sur un cheval blanc qui tire une flèche vers l'arrière; un cavalier cuirassé de noir et armé d'une épée sur un cheval brun clair (dans le texte, c'est un cheval roux); un personnage vêtu d'une longue toge et portant une balance sur un cheval noir; un cheval brunâtre (verdâtre dans le texte) monté par la Mort suivie d'une tête de monstre enflammé avec dans la gueule des corps humains qui se tordent. Memling ne représente pas les événements liés à la rupture du cinquième sceau. Le sixième sceau provoque l'éclipse du soleil et la chute des étoiles. On voit la représentation des phénomènes naturels en haut du tableau; à droite, près de la Mort, trois personnages dont un roi se cachent dans une caverne. D'autres détails sont représentés, comme la grêle et le feu qui se précipitent, l'herbe qui brule, le rocher ardent qui est entraîné dans la mer et brule les bateaux (Apoc. 8:9), une étoile qui tombe comme une torche sur une source qu'elle empoisonne (Apoc. 8:10). Cette dernière scène est située sur le bord droit: un cadavre gît au pied d'un puits quadrangulaire. Sur la presqu'île à droite, une étoile portant un signe étoilé et une clé : c'est la clé de l'abîme d'où s'élève de la fumée et d'où s'échappent des sauterelles représentées sous forme de chevaux ailés avec têtes humaines couronnées. Un des chevaux est monté par Abaddon, l'ange de l'abîme (Apoc. 9:1-11). En face, une armée de soldats et de cavaliers. Les montures ont des têtes de lion crachant du feu et des queues à tête de serpent.
L'ange colossal tient un petit livre à la main. Selon le texte (Apoc. 10:1-10), après sept coups de tonnerre, représentés comme sept explosions dans le nuage au-dessus de l'arc, l'ange lève la main droite au ciel et remet le livre à Jean qui attend un peu plus loin les bras tendus.
Très haut dans le ciel, la Vierge apparaît sur le croissant lunaire. Elle est menacée par le dragon roux à sept têtes qui sera vaincu par l'archange Michel.
La représentation de l’apocalypse sous cette forme est une nouveauté. Avant Memling, on ne connaît pas de représentation où la vision se déroule dans sa totalité sous les yeux de Jean, et sans subdivision.

L'Apocalypse de Jean l'Évangéliste, détails
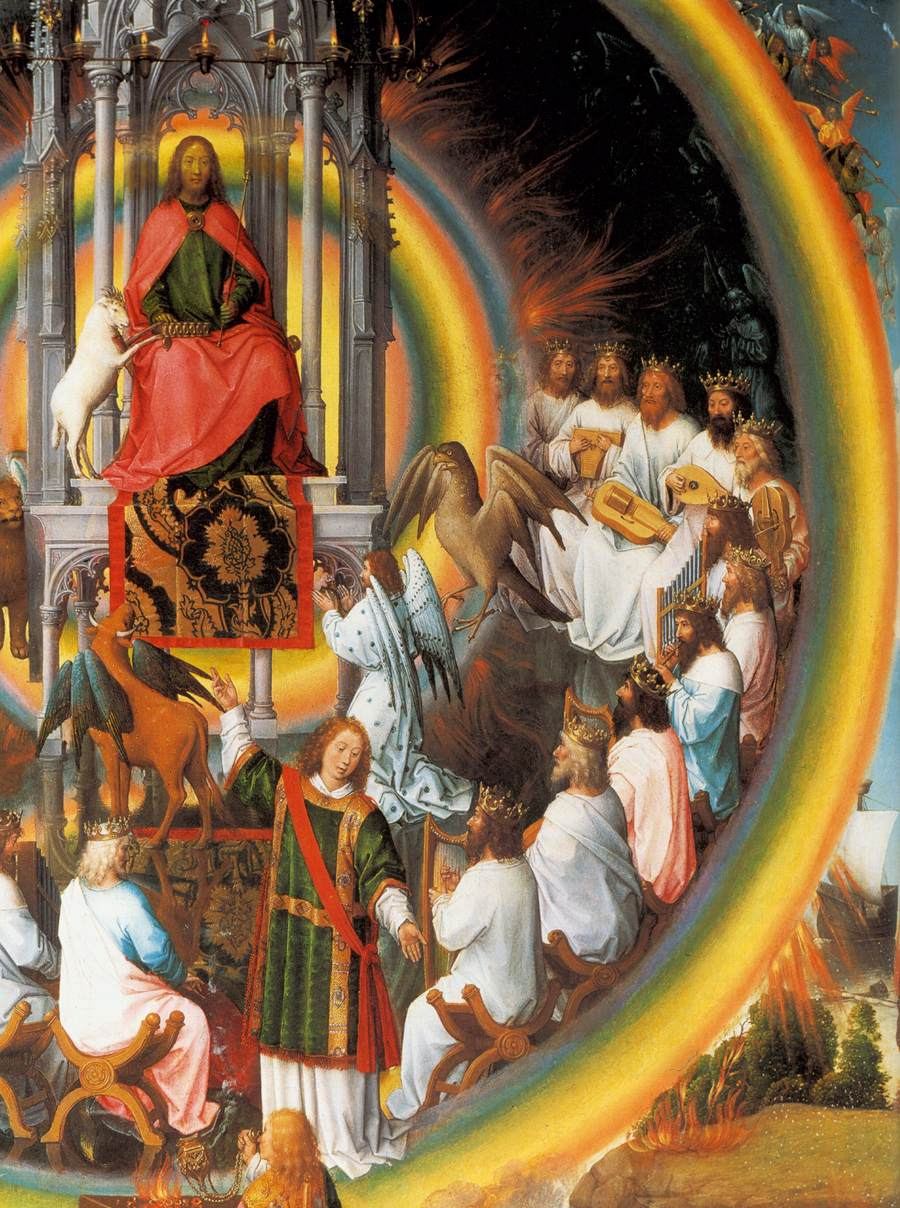
Le Christ sur un trône sous un dais de pierres soutenu par des colonnettes, posé sur un sol cristallin.
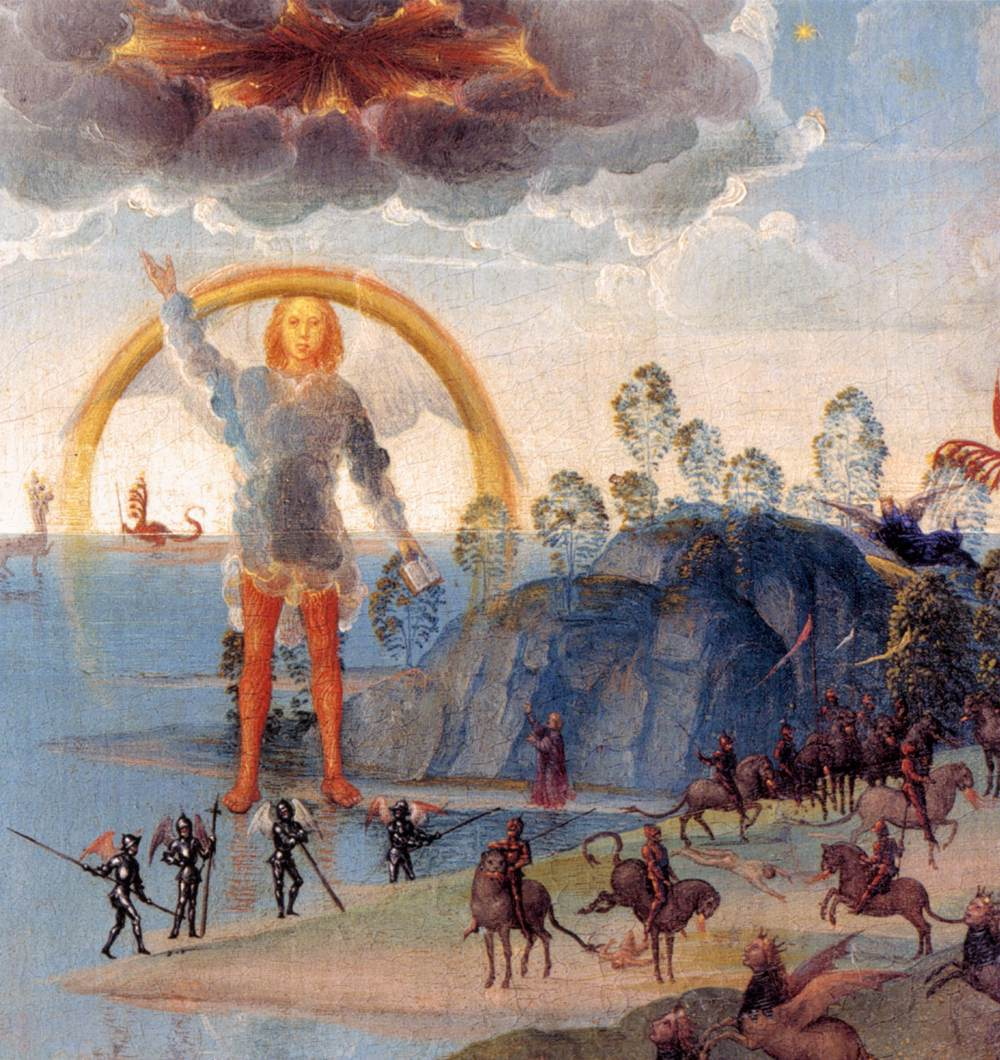
L'ange qui tient le manuscrit de l'apocalypse. Devant, une bataille entre cavaliers sur des montures monstrueuses.
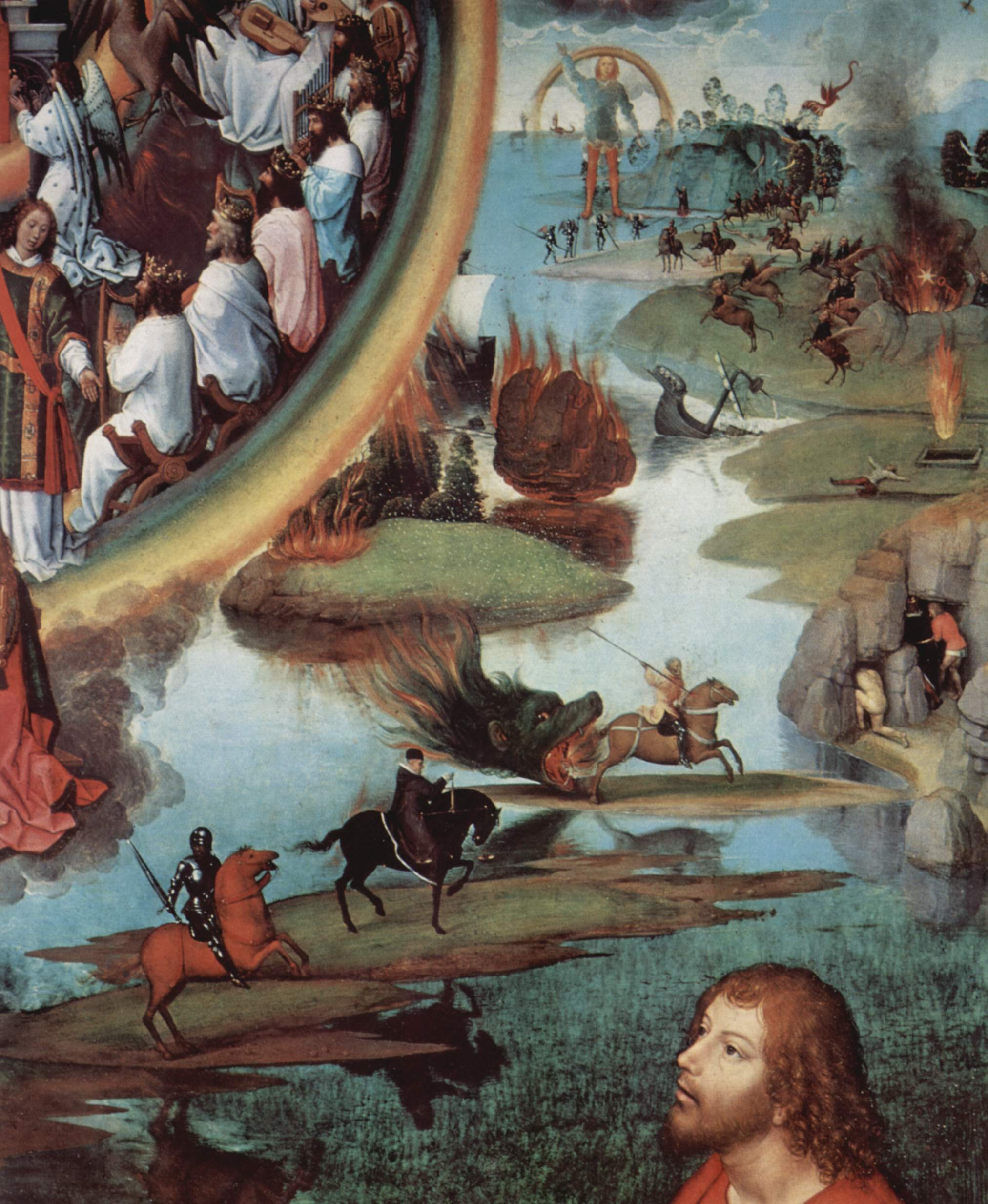
Trois des quatre cavaliers, chacun sur son île ; au-dessus, la chute des étoiles et du feu.

### Les revers

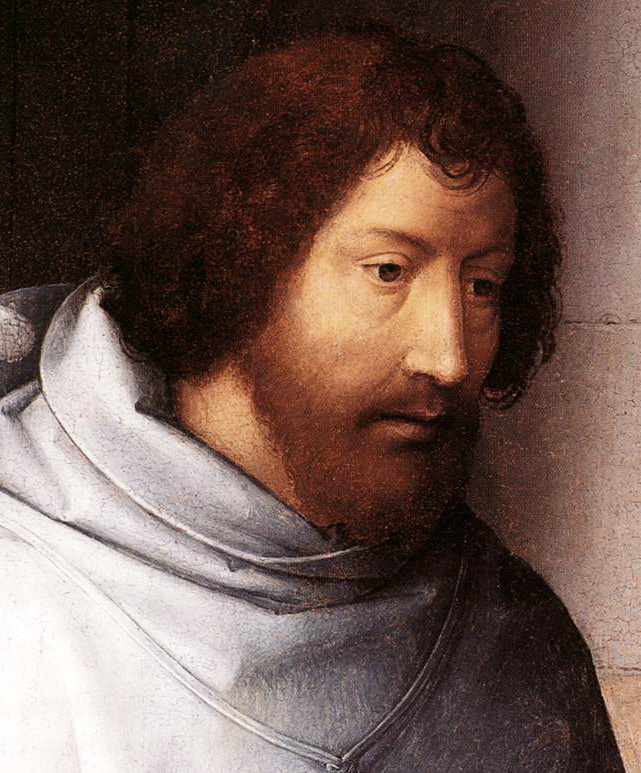
Saint Jacques le Majeur (détail).

Comme déjà dit plus haut, les revers des deux volets sont exceptionnellement élaborés. Ils représentent deux alcôves dans lesquelles se tiennent les deux donateurs (à gauche) et les deux donatrices (à droite) priant à genoux, accompagnés chacun de son saint patron. Sur le volet gauche, les frères Anthonis Seghers et Jacob de Kueninc sont accompagnés par saint Jacques le Majeur et saint Antoine abbé ; alors que sur le volet droit les sœurs Agnès de Casembrood et Clara van Hülsen sont accompagnées par leurs saintes patronnes sainte Agnès et sainte Claire,. L'éclairage des alcôves leur donne une profondeur qui fait ressembler les saints à un ensemble de statues. Selon une méthode que Memling apprécie, les deux donatrices (et moins pour les donateurs) sont peintes devant les alcôves; cela se voit sur la colonne gauche du volet droit.
Pour son saint Antoine, Memling s'inspire largement de la gravure La Tentation de saint Antoine de Martin Schongauer réalisée vers 1470-1475.

## Postérité
Le triptyque fait partie des « 105 œuvres décisives de la peinture occidentale » constituant le musée imaginaire de Michel Butor.

### Sources et bibliographie
- (en) Joseph Archer Crowe et Giovanni Battista Cavalcaselle, The early Flemish painters : notices of their lives and works, John Murray, 1857 (lire en ligne)
- Giorgio T. Faggin et Maria Corti, Memling, Noguer, 1970 (lire en ligne)
- (en) Vida Joyce Hull, Hans Memlinc's paintings for the Hospital of Saint John in Bruges, New York, Garland Pub., 1981, 240 p. (ISBN 978-0-8240-3936-3, lire en ligne)
- (it) Stefano Zuffi, Grande atlante del Rinascimento, Milan, Electa, 2007, 429 p. (ISBN 978-88-370-4898-3, lire en ligne)
- Dirk De Vos, Hans Memling : L'œuvre complet, Paris, Albin Michel - Fonds Mercator, 1994, 431 p. (ISBN 2-226-06992-5).